# Pathovar
 (juillet 2009).
Si vous disposez d'ouvrages ou d'articles de référence ou si vous connaissez des sites web de qualité traitant du thème abordé ici, merci de compléter l'article en donnant les références utiles à sa vérifiabilité et en les liant à la section « Notes et références ».

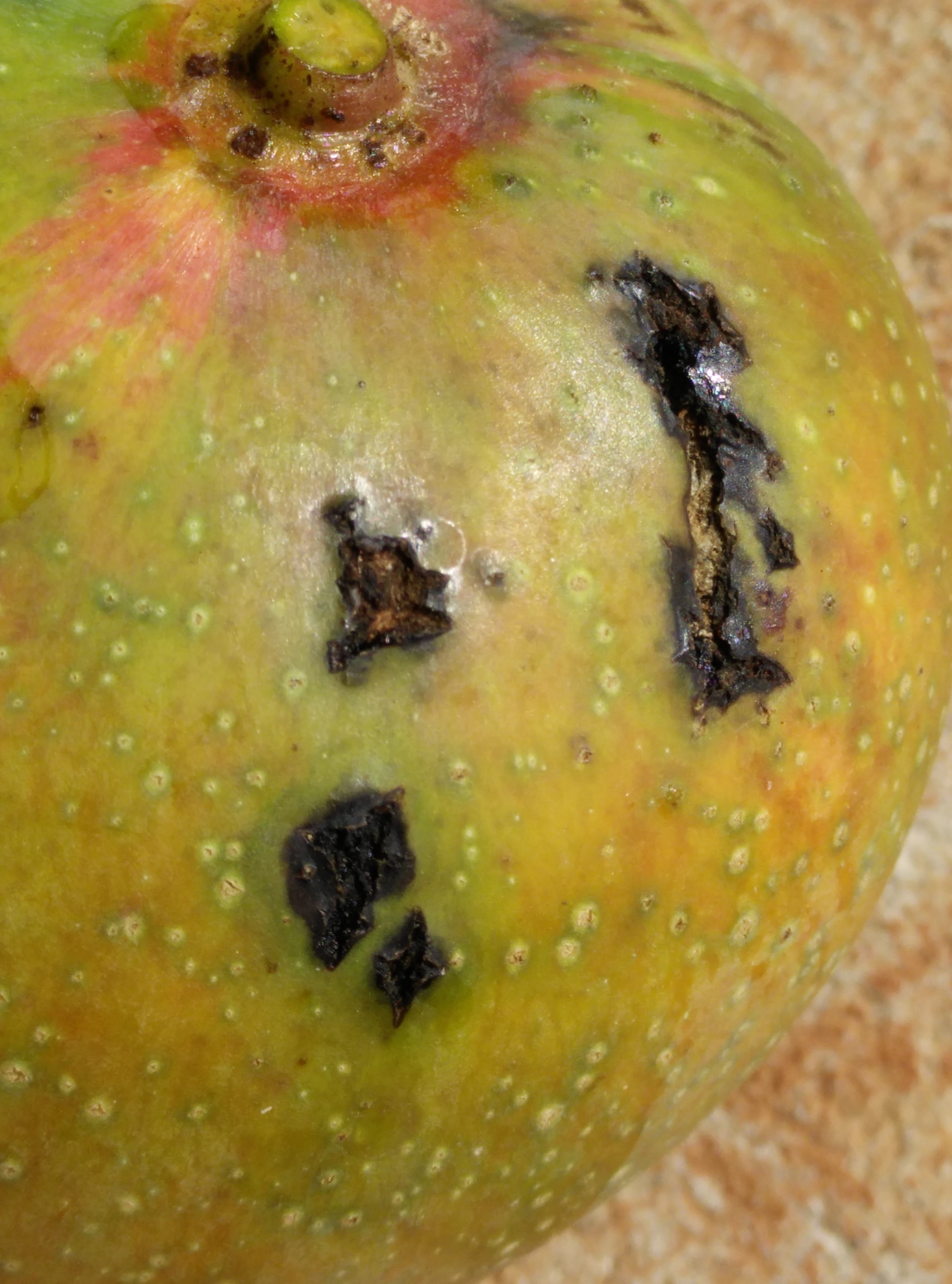
Xanthomonas citri causant des taches noires sur le fruit de Mangifera indica

Dans le domaine de la pathologie végétale, certaines espèces de bactéries phytopathogènes sont subdivisées en pathovars. 
Le pathovar correspond à un classement de commodité, uniquement basé sur les symptômes et les caractéristiques de pathogénicité. Ce classement permet de différencier - à un niveau intraspécifique (au sein d'une même espèce) - certaines souches d’autres souches de la même espèce ou d’une sous-espèce en fonction des symptômes observés chez une ou plusieurs plantes-hôtes.
Ce classement n'a pas de valeur en Taxonomie, car il n'implique aucune considération génétique ni description physique de la bactérie, mais il aide le travail des phytopathologistes.
On utilise parfois le terme « race » pour désigner une subdivision d'un pathovar.

## Définition officielle
Selon les International Standards for Naming Pathovars of Phytopathogenic Bacteria (normes internationales pour nommer les pathovars de bactéries phytopathogènes), le terme « pathovar » est utilisé pour désigner une souche, ou un ensemble de souches, ayant des caractéristiques identiques ou similaires, différenciées d'autres souches de la même espèce ou sous-espèce sur la base de sa pathogénicité distincte à l'égard d'une ou plusieurs plantes-hôtes.
La classification d'un taxon comme pathovar n'exclut pas la reconnaissance de différences de caractères biochimiques ou autres non liés à la pathogénicité, entre ce taxon et d'autres pathovars de la même espèce ou sous-espèce, mais implique que l'on considère qu'au niveau infrasubspécifique ces autres différences ont moins d'importance taxonomique que celles liées à la pathogénicité. La définition des pathovars explique que « le terme de pathovar n'a aucune valeur taxonomique. »
Généralement, on différencie les pathovars en fonction de différences vérifiées de leurs gammes d'hôtes. Cependant, des différences claires dans la symptomatologie à l'égard d'une même espèce végétale peuvent justifier des noms de pathovars différents (par exemple dans le cas du riz, Xanthomonas oryzae pv. oryzae et Xanthomonas oryzae pv. oryzicola) .

### Notions liées
Chez les bactéries, on parle de « race » pour désigner un ensemble de souches, appartenant à une espèce bactérienne ou à un pathovar, qui diffèrent des autres par leur spécialisation d'hôtes. Les races peuvent être identifiées par leurs plantes-hôtes différenciées, qui peuvent être des cultivars ou d'autres matériels génétiques identifiables (Plasma germinatif|germoplasmes). Les races ne sont pas des taxons formels et sont désignées par des codes formés de lettres et de chiffres.
L'expression « groupe pathogénique »  désigne de façon informelle un ensemble d'organismes ayant certaines caractéristiques en commun, mais, n'étant ni un taxon formel, ni un substitut à la notion de « race », doit être définie précisément pour éviter toute ambiguïté.
L'expression « forma specialis » (forme spéciale) désigne des agents pathogènes spécifiques d'un hôte particulier, mais n'est pas un substitut de « pathovar » ou de « race » chez les bactéries phytopathogènes.

## Intérêts et limites du concept
Dans le cas d'expérience trop limitées (petit nombre de sujets infectés, même origine géographique, même âge, gènes de résistance présents ou activés dans certaines circonstances chez la plante infectée, etc.), il existe un risque qu'une différence observée entre certaines caractéristiques de pathogénicité soit liée à un facteur externe (pollution de l'air, immunité du sujet infecté, etc.) et non à des différences entre souches. Ce type de classement doit donc faire l'objet de recoupements avec d'autres facteurs étudiés ou à rechercher.
Le concept de pathovar ne reflète pas nécessairement les relations phylogénétiques entre les souches. En effet, deux souches proches génétiquement peuvent être considérées comme deux pathovars différents, bien qu'ayant une biologie similaire. À l'inverse, deux souches infectant un même hôte par convergence évolutive pourront être considérées comme faisant partie d'un même pathovar, bien que distinctes génétiquement.
D'un autre point de vue, les mêmes causes ayant parfois les mêmes effets, il peut accélérer ou susciter des découvertes quant aux mécanismes pathogènes en jeu.

## Typographie
Le nom du pathovar est cité en 3e ou 4e position après le nom binominal (genre et espèce). 
ex. :  la bactérie Xanthomonas axonopodis, responsable du chancre du citronnier, regroupe plusieurs pathovars avec différents hôtes.  X. axonopodis pv. citri est l’un d’eux. (l'abréviation pv. signifie « pathovar »).
L’espèce Xanthomonas translucens, par exemple présente de très nombreux pathovars qui s’attaquent aux céréales et autres graminées.
- Xanthomonas transluscens  pv. cerealis
- Xanthomonas transluscens  pv. graminis
- mais aussi Xanthomonas transluscens  pv. undulosa
- Xanthomonas transluscens  pv...